# (996) Hilaritas
(996) Hilaritas – planetoida z pasa głównego asteroid.

## Odkrycie
Została odkryta 21 marca 1923 roku w Obserwatorium Uniwersyteckim w Wiedniu przez Johanna Palisę. Nazwa pochodzi od Hilaritas, rzymskiej personifikacji wesołości i dobrego nastroju. Przed jej nadaniem planetoida nosiła oznaczenie tymczasowe (996) 1923 NM.

## Orbita
(996) Hilaritas okrąża Słońce w ciągu 5 lat i 158 dni w średniej odległości 3,09 au. Należy do planetoid z rodziny Themis.